# روچدیل یک
روچدیل یک (به انگلیسی: Rochdale One) یک کشتی است که طول آن ۱۲۱٫۴۹ متر (۳۹۸ فوت ۷ اینچ) می‌باشد. این کشتی در سال ۱۹۷۷ ساخته شد.